# Махра (област)
Ал Махра е една от 19-те области на Йемен. Площта ѝ е 67 000 км², а населението ѝ е 111 200 жители (по оценка от 2012 г.). Разделена е на 9 окръга. Разположена е в часова зона UTC+3. Официален език е арабският.